# San Giorgio di Pesaro
San Giorgio di Pesaro – miejscowość i gmina we Włoszech, w regionie Marche, w prowincji Pesaro i Urbino.
Według danych na rok 2004 gminę zamieszkiwało 1308 osób, 65,4 os./km².
1 stycznia 2017 gmina została zlikwidowana.